# Explorer (navire)
Pour les articles homonymes, voir Explorer et Lindblad.
L’Explorer est un navire de croisière affecté aux croisières entre Ushuaïa et l'Antarctique. Il a coulé après avoir heurté un iceberg le 23 novembre 2007, sans perte humaine.
Auparavant nommé Lindblad Explorer (de 1969 à 1985) et Society Explorer (jusqu'en 1992), il avait été construit en 1969 pour l'explorateur suédois Lars-Eric Lindblad ; il effectua une première expédition en Antarctique, qui préfigure les croisières polaires actuelles,. Il changea plusieurs fois de propriétaire au cours de son existence, avant d'être finalement armé par la compagnie canadienne GAP Adventures en 2004, et affrété sous pavillon libérien.
L’Explorer a non seulement été le premier navire de croisière spécifiquement conçu pour les croisières polaires dans l'océan Antarctique, mais il est aussi devenu le premier navire de croisière à couler dans cet océan en heurtant un objet supposé être un iceberg submergé (comme un growler par exemple) le 23 novembre 2007, causant une brèche de 10 cm sur 25 dans la coque ; il se trouvait près des îles Shetland du Sud lors du naufrage, dans l'océan Austral (calme à ce moment). Tous les passagers et membres d'équipage ont été recueillis par le paquebot Nordnorge, et la marine chilienne a ensuite confirmé que le navire avait coulé dans le détroit de Bransfield, par environ 700 mètres de fond.

## Historique
Le navire est construit en 1969 au chantier finlandais Nystads Varv (Uudenkaupungin Telakka) à Uusikaupunki, pour le compte de l'explorateur suédo-américain Lars-Eric Lindblad. Le navire est conçu pour pouvoir rester à flot avec deux compartiments envahis ; sa résistance aux glaces est de classe 1A1 Nommé à l'origine Lindblad Explorer en l'honneur de Lars-Eric Lindblad, il est le premier « navire de croisière polaire », et navigue dans le passage du Nord-Ouest dès 1984. Le 11 février 1972, il s'échoue près de la pointe La Plaza, en Antarctique ; ses passagers sont secourus par la marine chilienne. Il est remorqué jusqu'à Buenos Aires en Argentine puis à Kristiansand en Norvège où il est réparé.
Le Society Explorer (son nouveau nom) porte secours à l'équipage d'un navire de ravitaillement offshore argentin en 1989, après que ce dernier a heurté une roche près de l'île Anvers. En 1998, l’Explorer est le premier navire à accomplir une circumnavigation autour de l'île James-Ross
Il est représenté sur au moins deux timbres de la Géorgie du Sud. Il avait pour surnom « le petit navire rouge » (Little Red Ship).

## Naufrage

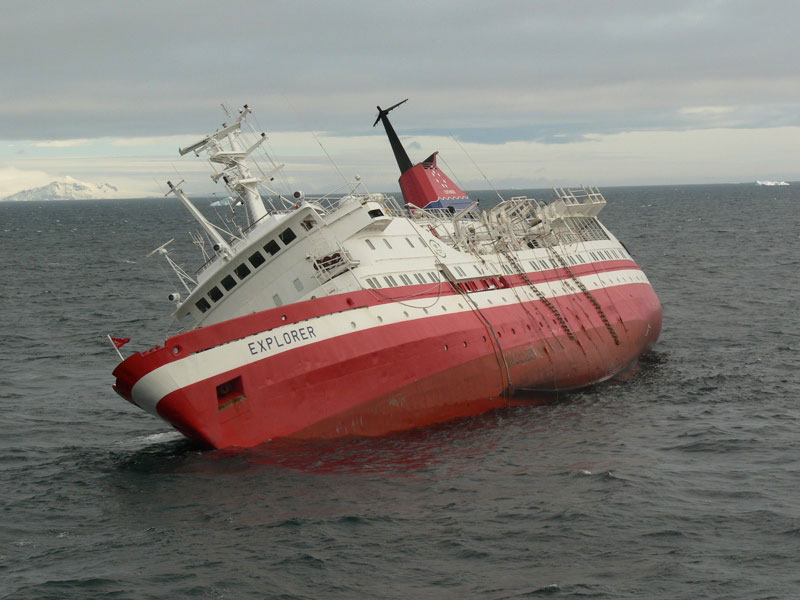
L’Explorer gîte sur tribord

Le navire part du port d'Ushuaïa en Argentine le 11 novembre 2007, pour une croisière de 19 jours suivant les traces de l'explorateur Ernest Shackleton à travers le passage de Drake. Après avoir visité les îles Falkland et la Géorgie du Sud, l’Explorer touche un objet submergé non identifié dans le détroit de Bransfield près de l'île du Roi-George, le 23 novembre 2007, causant une brèche visible de 25 × 10 cm. Cependant, une fois cette voie d'eau colmatée, il s'avère que l'eau continue d'envahir le navire, notamment au niveau des cabines 308, 310, 312 et 314 ; la longueur de la déchirure est estimée à 3,6 m.

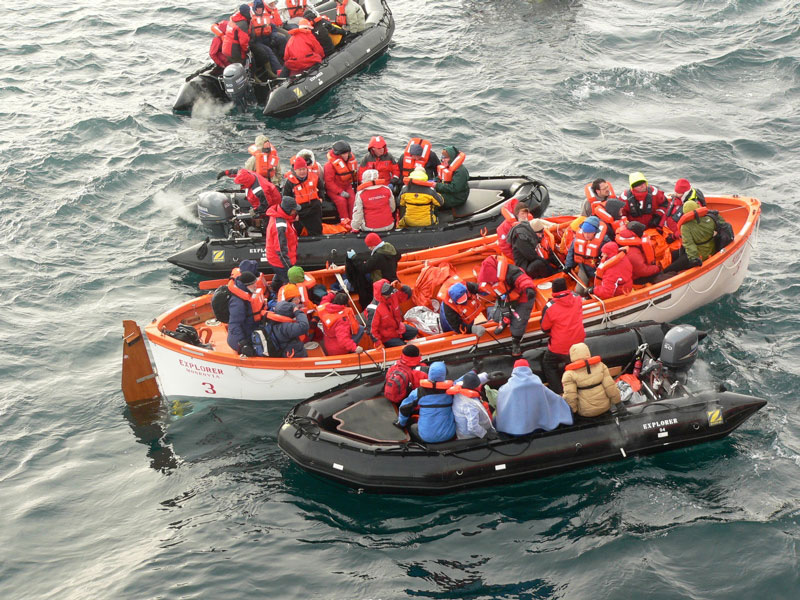
Évacuation des passagers dans les canots

Un mayday est envoyé par le navire, et les opérations de secours sont déclenchées. Elles seront coordonnées par les garde-côtes argentins et le centre de recherche et de secours de la marine chilienne. Le Chili envoie le brise-glace Almirante Viel, d'autres navires proches se détournent comme l’Ushuaia, le National Geographic Endeavor, et le paquebot norvégien Nordnorge. Vers trois heures du matin, les 91 touristes, leurs 9 guides et 54 membres d'équipage dont la plupart sont Philippins, sont évacués du navire dans les embarcations de sauvetage, où ils dérivent pendant trois à quatre heures avant d'être recueillis par le  Nordnorge. Le Nordnorge avait d'ailleurs porté assistance l'année précédente à son navire-jumeau le Nordkapp, lorsque celui-ci s'était échoué sur l'île de la Déception. L’Explorer quant à lui coulera 15 heures après avoir percuté l'objet.
Certains naufragés sont ensuite amenés à la base chilienne Presidente Eduardo Frei Montalva sur l'île du Roi-George puis évacués le 24 et 25 novembre, par avion-cargo C-130 Hercules jusqu'à Punta Arenas. 70 naufragés sont emmenés à la base Artigas en Uruguay.

## Sources